# Diakonie
Řecké slovo diakonie znamená „služba“ a v Novém zákoně označuje službu Ježíše Krista a z ní vycházející poslání jeho učedníků. Diakonie v užším slova smyslu (pomoc potřebným) klade důraz na reflexi jejích rozmanitých podob (vzájemná pomoc ve společenství, organizovaná charitativní práce, diakonát a kaplanství apod.)
Slovník cizích slov uvádí dva významy:
- pomoc a služba chudým a nemocným a
- zařízení organizující a provádějící tuto službu.[2]

Diakonie Českobratrské církve evangelické je jednou největších nestátních organizací poskytujících sociální služby v České republice.